# Oakville AVA
Die Oakville AVA (anerkannt seit dem 1993) ist ein Weinbaugebiet im US-Bundesstaat Kalifornien und ist Teil der überregionalen Napa Valley AVA. Das Weinbaugebiet erstreckt sich in der Ebene zwischen den beiden Gebirgszügen der Vaca Mountains und der Mayacamas Mountains in der Nähe der Stadt Oakville. Bekannt ist das Gebiet durch Weine im Stil eines Bordeaux. Die Weine zeichnen sich durch reife Tannine, eine reiche Struktur sowie einen würzigen Geschmack aus.

## Geografie und Klima
Der Boden des Oakville AVA resultiert aus Sedimentschichten, die durch Erosion der umliegenden Hügel in die Ebene geschwemmt wurde. Der Boden ist sandig und mit einem hohen Kiesanteil durchsetzt. Er verfügt daher über ein gutes Drainagevermögen. Die Flächen zwischen der State Route 29 und dem Silverado Trail sind aufgrund eines höheren Anteils von eisenhaltigen Tonmineralen und sandigem Lehm schwerer.
Das warme Klima der Oakville AVA ist hervorragend zur Erzeugung von Qualitätsweinen der klassischen Bordeauxrebsorten wie zum Beispiel Cabernet Sauvignon geeignet. Morgens und abends kühlen Meeresbrisen und Nebel von der Bucht von San Pablo das Gebiet ab. Dieser Effekt wird jedoch von den Yountville Mounts gemildert und ist somit nicht so ausgeprägt wie zum Beispiel in der Los Carneros AVA.

## Geschichte
H. W. Crabb legte im Jahr 1868 in der Nähe des Napa River einen kleinen Weinberg an. Er benannte ihn To Kalon, was auf Griechisch der Schönste heißt. Im Jahr 1877 produzierte er fast 190.000 Liter Wein; eine Menge, die er bereits vier Jahre später vervierfachen konnte.
Das historische Weingut befindet sich heute mehrheitlich im Besitz der Robert Mondavi Winery.
1903 ließ das United States Department of Agriculture einen Versuchsweinberg in Oakville anlegen. Der als „Oakville Station“ bekannte Rebbestand wurde später von der University of California, Davis übernommen.
Seit 1993 ist Oakville offiziell eine Subregion des Napa Valley mit dem Status einer American Viticultural Area.

## Wineries
Aktuell gibt es ca. 30 Weingüter im Weinbaugebiet Oakville. Die meisten davon sind ausgesprochen klein, haben aber einen hervorragenden Ruf, der zum Teil sogar international ist.
Die zurzeit bekanntesten Weingüter des Oakville AVA sind:
- Franciscan Oakville Estate
- Heitz Wine Cellars
- Robert Mondavi Winery
- Opus One Winery
- PlumpJack Winery